# Bussell Highway
De Bussell Highway is een weg in de regio South West van West-Australië. De weg verbindt de kuststad Bunbury met Augusta. Bussell Highway maakt deel uit van State Route 10, behalve in Busselton waar een rondweg State Route 10 werd waardoor de Bussell Highway er Alternate State Route 10 is.

## Geschiedenis
Caves Road was de eerste (kust)weg naar het zuidwesten van West-Australië. Begin jaren 1890 lobbyde houtproducent M.C. Davies voor een kortere weg tussen Busselton en zijn houtbedrijf in Karridale. De nieuwe weg werd geopend in 1894 en zou verder ontwikkelen tot de Bussell Highway. Tegen 1932 liep de weg van Busselton tot Augusta. Naar aanleiding van Busseltons eeuwviering vernoemde premier Mitchell, na raadpleging van historicus dr. Battye, de weg toen naar de pioniersfamilie Bussell. In 1946 werden Bunbury Road en Vasse Road bij de Bussell Highway gevoegd waardoor de weg van Bunbury tot Augusta reikt.
In 1995 werd een 16 kilometer lang nieuw traject geopend rond het nationaal park Tuart Forest nabij Ludlow. Het oude traject door het bos werd hernoemd naar Tuart Drive. Het nieuwe traject bevat bruggen over de rivieren Ludlow, Abba en Sabina en kostte $12 miljoen. Busselton kreeg in 2000 een 10,7 kilometer lange rondweg met twee nieuwe bruggen over de rivier Vasse en het Vasse-kanaal. In 2016 kreeg het dorp Vasse een 4,2 kilometer lange rondweg. Margaret River werd door een rondweg van doorgaand verkeer ontlast in 2019.

## Beschrijving
Bussell Highway begint in Bunbury en loopt vervolgens over Bunbury's ringweg, genaamd Robertson Drive, samen met de Forrest Highway en de South Western Highway. Tot Capel is Bussell Highway een tweebaansweg. Verder naar het zuiden, tot Busselton, is het een tweestrooksweg met inhaalstroken. De rondweg langs Busselton is het een tweebaansweg. Voorbij Busselton is Bussell Highway terug een tweestrooksweg met inhaalstroken. Bussell Highway eindigt in Augusta maar de weg loopt verder doorheen Augusta als Blackwood Avenue en vervolgens als Leeuwin Road naar kaap Leeuwin. State Route 10 draait voor Augusta naar het oosten als Brockman Highway en na Nannup naar het zuiden als Vasse Highway.
Bussell Highway loopt door of langs volgende plaatsen:
- Gelorup
- Capel
- Busselton
- Broadwater
- Vasse
- Carbunup River
- Cowaramup
- Margaret River
- Witchcliffe
- Karridale
- Kudardup
- Augusta